# Federico Zaracho
Federico Matias Javier Zaracho (sinh ngày 10 tháng 3 năm 1998) là cầu thủ bóng đá người Argentina chơi ở vị trí tiền vệ cho Racing ở giải Argentina Primera División và Đội tuyển bóng đá quốc gia Argentina

## Câu lạc bộ sự nghiệp
Zaracho đi lên qua hàng ngũ thanh thiếu niên của Racing Club. Anh ra mắt giải đấu vào ngày 17 tháng 12 năm 2016 trong trận đấu với Union de Santa Fe. 